# Савинов, Пётр Иванович
Пётр Иванович Савинов (30 июня 1919, деревня Верхние Казыли, — 4 марта 1944, Белогорский район (Хмельницкая область), Украинская ССР) — советский офицер, танкист-ас, участник Великой Отечественной войны, капитан. В ходе трёх рейдов по тылам противника уничтожил 6 танков (Т-4, «Пантера» и 4 «Тигр») и 3 самоходных орудия.
Дважды представлялся к званию Героя Советского Союза, но был награждён орденом Кутузова III степени (3 марта 1944) и орденом Красного Знамени (19 февраля 1944).

## Биография

### Ранние годы
Родился 30 июня 1919 года в деревне Верхние Казыли Казыльской волости Лаишевского уезда Казанской губернии (ныне Пестречинский район Татарстана). До седьмого класса учился в средней школе д. Янцовары. В 1930 году семья переехала на постоянное место жительства в село Рыбная Слобода, где он продолжал учиться в Рыбнослободской средней школе № 1 и окончил её в 1938 году. За время учёбы показал себя способным учеником, и дирекция школы доверила ему преподавать в младших классах.
После окончания школы в августе 1938 года поступил на литературный факультет Казанского педагогического института. После призыва в Красную Армию в 1939 году был направлен в лётное училище. Во время учёбы произошёл несчастный случай (взрыв пороха), в результате которого Петр Савинов повредил глаза. Из лётного училища он был отчислен и направлен в пехотное училище, затем переведён в Камышинское танковое техническое училище, которое окончил в июне 1942 года в звании лейтенанта.

### В годы Великой Отечественной войны
На Великой Отечественной войне с июня 1941. Воевал на Западном, Брянском, Центральном и 1-м Украинском фронтах.
За время боевых действий батальона с 14.03.1943 П. И. Савинов умело организовал ремонт боевых машин под огнём противника. На поле боя остался выведенный из строя танк Т-60. П. И. Савинов лично, не имея под руками инструмента, отремонтировал и привёл в боевую готовность танк и вступил бой. У деревни Лепешино П. И. Савиновым был отремонтирован и введён в боеготовность ещё один танк Т-60.
В сентябре 1943 года в числе первых 1-я танковая рота 53-го танкового полка 69-й механизированной бригады 9-го механизированного корпуса 3-й танковой армии была переправлена на Букринский плацдарм. П. И. Савинов в бою 27.09.1943 года в районе с. Григоровка показал себя смелым, инициативным, тактически грамотным командиром. Когда противник силою до батальоны пехоты при поддержке четырёх танков перешёл в наступление, он двумя танками подбил танк типа Т-4, остальные повернули обратно. В этом бою его танком уничтожено до взвода пехоты противника. В бою  29.09.1943 года П. И. Савинов под сильным арт-огнём сумел организовать доставку боеприпасов к танкам и лично руководить ею, одновременно эвакуировал подбитые танки.
В боях с 5.11.1943 по 13.11.1943 года по блокированию г. Киева, по освобождению и удержанию г. Фастов старший техник лейтенант П. И. Савинов показал исключительный героизм, высокое умение командовать танковой ротой в бою, правильно использовать ударную силу танков и их огневую мощь. В боях 5 и 6 ноября, действуя с ротой в передовом отряде 69 механизированной бригады в направлении Романовка-х. Шевченко, П. И. Савинов своими умелыми и решительными действиями обеспечивал продвижение главных сил бригады. Преследуя противника, не давал ему закрепляться на рубежах, нанёс ему поражение уничтожив 5 станковых пулемётов, 8 ручных пулемётов, 2 пушки и до двух рот пехоты. Выйдя на шоссе Киев-Житомир, перерезал путь отхода противнику по этой трассе, чем способствовал парализации сил противника, уничтожив 5 автомашин с грузом и до роты пехоты. В боях за населённый пункт Червона Савинов умелыми и решительными действиями с фланга нанёс противнику внезапный удар, в результате чего полком был разгромлен артиллерийский бронедивизион и штаб гренадерского полка 25 танковой дивизии. В бою было уничтожено и захвачено 11 пушек, 4 миномёта, 6 автомашин с боеприпасами и продовольствием , 14 бронетранспортёров и уничтожено до 150 солдат противника. Савинов всегда находился в боевых порядках роты и своим примером воодушевлял личный состав на решительные действия. За исключительную доблесть и героизм, умение управлять танковой ротой в бою Савинов П. И. был представлен к званию Героя Советского Союза, но награда была заменена на Орден Кутузова 3 степени.
Во время ночного боя за село Вильня 25.12.1943, рота Петра Ивановича Савинова, совершив ночной марш по тылам противника, внезапно атаковала населённый пункт и разгромила тылы танковой дивизии противника СС «Рейх» . Дерзкое и умелое руководство Савинова обеспечило полный успех операции. При этом было уничтожено до 150 автомашин,15 мотоциклов , 5 шестиствольных миномётов, 50 подводов с грузом, до 40 солдат и офицеров противника и обращено в бегство 6 танков противника. На рассвете, сделав новый бросок, рота Савинова овладела селом Войташевка, отбросила противника за р. Дубовик и закрепилась на левом берегу. 26.12.1943 обходным манёвром по лесу рота вышла на шоссе Киев-Житомир, уничтожив 1 самоходное орудие, орудие ПТО, 2 броневика. Ни останавливаясь ни на минуту, рота форсировала р. Тетерев и овладела селом Казиевка. Это обеспечило дальнейшее продвижение всех частей, действующих вдоль шоссе, захват г. Корыстышева и операции на г. Житомир. За умелое проведение операции на ближних подступах к г. Житомир, проявленный при этом героизм и исключительное мужество Савинов был повторно представлен к званию Героя Советского Союза, но награда заменена на орден «Красного Знамени».
12.01.1944 года во время ведения боя в тылах противника Савинов лично своим танком уничтожил 2 самоходных орудия, 20 автомашин, самолёт «Хеншель-123», до 40 гитлеровцев, подбил один танк типа «Пантера». По возвращении с операции, будучи тяжело раненным в голову, Савинов перешёл линию фронта. Возглавляя группу танкистов в районе с. Петриковцы, он ворвался в траншеи противника, задушив одного часового, другого взял в плен и перешёл линию фронта, доставив пленного в штаб полка.

### Последний бой капитана Савинова
Утром 4 марта 1944 года после мощной артподготовки 69-я механизированная бригада начала наступление. Противник почти не сопротивлялся, поспешно отступив километров на десять. Первую контратаку фашисты предприняли лишь возле деревушки Окоп. В этом бою отличились самоходчики роты капитана Савинова. Из семи подбитых танков экипаж Савинова подбил четыре «тигра». Во время продолжения наступления Савинов погиб от шального снаряда. Похоронен  в с. Гулевцы (Затишье). За этот бой он посмертно не получил никакой награды.
Командир 9-го Киевско-Житомирского механизированного корпуса, Герой Советского Союза Малыгин К. А. так описывает этот бой в своих мемуарах:

Утром 4 марта после мощной артподготовки 70-я и 69-я мехбригады пошли в атаку, 71-я находилась во втором эшелоне, 226-я стрелковая дивизия шла за танками 53-го танкового полка полковника Д. Г. Суховарова.
Противник почти не сопротивлялся, поспешно отступив километров на десять.
Первую контратаку фашисты предприняли лишь у деревушки Окоп. Около пятнадцати танков и батальон пехоты бросило вражеское командование, чтобы задержать наше наступление. В этом бою отличились самоходчики роты капитана П. И. Савинова. Командир, будучи на головной машине, установил, откуда бьют вражеские танки, и, не теряя ни секунды, принял смелое решение — атаковать их с фланга. Используя складки местности, офицер вывел установку во фланг противнику. Немцы не ожидали появления с этой стороны САУ.
После первого же выстрела из моторного отделения вражеской машины повалили густые клубы чёрного дыма.
Экипаж второго танка, видя, какая участь постигла первый, заметался в поисках укрытия, развернулся, подставив борт под удар нашей самоходки. Ещё один выстрел — и ещё одна поражённая цель на счету у капитана.
Немецкие танкисты и пехота были явно растеряны. Огонь с фронта и с фланга смял их контратаку. Они затоптались на месте, затем повернули назад.
— Вперед! — скомандовал П. И. Савинов.
Уцелевшие танки, развернувшись, на полной скорости двинулись вспять, в укрытия.
Однако один из них вдруг круто развернулся, чуть прикрылся за бугорком и успел сделать оттуда несколько выстрелов. Один снаряд попал в машину младшего лейтенанта С. К. Кулинченко, подбил её.
Все мы знали, что в танковом бою дело решают секунды: кто более ловко, слаженно действует, тот и побеждает. Случай с Кулинченко, как выяснилось на разборе хода боя, ещё раз подтвердил эту истину. Его машина хоть и вырвалась вперед, но экипаж действовал на авось, вслепую, не имея перед собой конкретной цели. Хотелось людям сделать доброе дело, но в поисках легкой цели они подставили свой борт под огонь вражеского танка и были жестоко наказаны. А экипаж САУ, который возглавлял капитал П. И. Савинов, вышел из боя невредимым. Из семи подбитых танков четыре пришлись на его долю.

## Награды
- Орден Кутузова III степени  (3 марта 1944 г.)
- Орден Красного Знамени (19 февраля 1944 г.)
- Орден Красной Звезды (30 января 1944 г.)
- Орден Отечественной войны II степени  (22 декабря 1943 г.)
- Медаль «За отвагу» (25 марта 1943 г.)

## Память

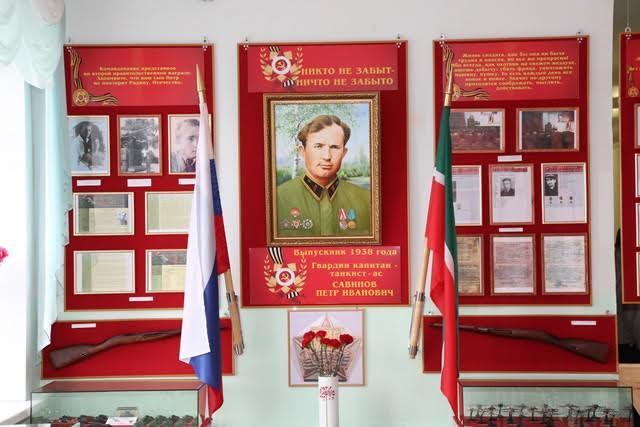
Музей Савинова П.И. в Рыбно-Слободской школе

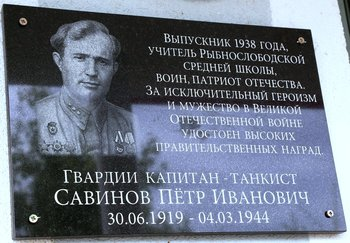
Мемориальная плита на фасаде Рыбно-Слободской школы

5 сентября 2015 года на здании гимназии с.Рыбная Слобода открыта мемориальная плита памяти Петра Ивановича Савинова.
20 марта 2016 года в Рыбно-Слободской средней школе состоялось открытие музея выпускника школы Петра Ивановича Савинова.

## Документы
- Наградные листы на Орден Кутузова III степени (представлен к ГСС), Орден Красного Знамени (представлен к ГСС), Орден Отечественной войны II степени, Орден Красной Звезды и медаль «За отвагу»